# نيكولا بوزي
نيكولا بوزي (بالإيطالية: Nicola Pozzi)‏ (مواليد 30 يونيو 1986 في سانتاركانجيلو دي رومانيا - إيطاليا) لاعب كرة قدم إيطالي لعب لصالح نادي سامبدوريا وميلان والإنتر في مركز المهاجم.

## روابط خارجية
- نيكولا بوزي على موقع قاعدة بيانات كرة القدم.إي يو (الإنجليزية)
- نيكولا بوزي على موقع Soccerway.com (الإنجليزية)
- نيكولا بوزي على موقع عالم كرة القدم.نت (الإنجليزية)
- نيكولا بوزي على موقع كووورة
- نيكولا بوزي على موقع AS.com (الإسبانية)
- نيكولا بوزي على موقع GSA (الإنجليزية)